# 納涼 (アルバム)
『納涼』（のうりょう）は、日本のロックバンドであるTUBEの12作目のオリジナル・アルバム。
1992年6月10日にソニー・ミュージックレコーズから初回限定盤がリリースされ、同年6月13日に通常盤がリリースされた。ミニ・アルバム『Smile』（1992年）を経て前作『湘南』（1991年）よりおよそ1年振りにリリースされたフル・アルバムであり、全作詞を前田亘輝、全作曲を春畑道哉が手掛けサウンド・プロデュースはTUBE、総合プロデュースを長戸大幸が担当している。
本作にはサーフ・ミュージックやサルサ、ブルージーなバラードなどそれまでのTUBEの作品においては披露されていなかった様々な要素が導入され、バラエティに富んだ音楽性の楽曲が収録されている。またギターソロにおいて春畑が初めてブルー・ノート・スケールを使用したことや、全編において女性が主人公の歌詞の楽曲が存在するなど新たな試みが多数行われている点も特徴となっている。
本作はオリコンアルバムチャートにおいて初回限定盤がTUBEのアルバムとしては初となる最高位第1位を獲得、売り上げ枚数は80万枚を超えたため日本レコード協会からダブル・プラチナ認定を受けている。本作からは先行シングルとして江崎グリコ「ポッキー」のコマーシャルソングとして使用された「夏だね」がシングルカットされた他、収録曲である「あの夏の少年」が鈴丹のコマーシャルソングとして、「あばよMy School Days」が大成建設のコマーシャルソングとして使用された。

## 背景
11枚目のアルバム『湘南』（1991年）をリリースしたTUBEは、同作を受けたコンサートツアー「TUBE LIVE AROUND '91 楽園宣言」を同年4月13日の秦野市文化会館公演を皮切りに、7月14日の綾瀬市民会館公演まで41都市全47公演を実施した。またその後野外ライブツアー「TUBE LIVE AROUND SPECIAL '91 猛烈残暑」を7月25日の阪神甲子園球場公演を皮切りに8月31日の宜野湾市海浜公園野外劇場公演まで5都市全5公演を実施した。この時期にTUBEは夏期はバンドとして活動し冬期はソロ活動を行うというルーチンが出来上がっており、野外ライブツアー終了後に前田亘輝と春畑道哉はすぐにソロ作品のためのレコーディングを開始することになった。TUBEのレコーディングは通常1月から開始され、1年の半分をスタジオ作業、残りの半分をコンサートツアーに費やすという流れになっていた。
前年までの活動においてTUBEは新作アルバムのリリース前にコンサートツアーを開始していたため、セットリストが前年のアルバム収録曲を中心とした内容になってしまうことをメンバーは疑問視しており、新作が存在しないことからコンサートツアーのタイトルが決めづらいことや4月の段階でフルアルバムをリリースすることが日程的に困難であることを受け、議論の末にミニ・アルバムをリリースすることを決定した。元々TUBEのスケジュールは1年の前半にリリースが集中するためにレコーディング・スケジュールがハードなものとなっていたが、新作のリリース前にコンサートツアーに参加した聴衆はライブにおいて新曲を聴くことができないという事態があり、またファンからもツアー当初から新曲を演奏してほしいという要望が出されていたために「ライブに来てくれる人達に楽しんでもらいたい」という願望からライブにおいて盛り上がると思われる楽曲5曲を収録した初のミニ・アルバム『Smile』（1992年）を1992年4月15日にリリースすることになった。その後TUBEは「TUBE LIVE AROUND '92 I Love Your Smile」と題した同作を受けたコンサートツアーを1992年4月26日の綾瀬市文化会館公演を皮切りに、同年7月15日の厚木市文化会館公演まで39都市全45公演実施した。

## 録音、制作
本作のレコーディングは1992年1月から観音崎マリンスタジオにおいて開始された。例年は都内でレコーディングが行われていたが、「スケジュールがきついだけに、ゆったりした環境で作ってみたいよね」というメンバーの提案を受け、海が見える同スタジオにおいて合宿の形式でレコーディングを行うことになった。前年までのコンサートツアーにおいて新作のリリースがないまま開始されるために前年までにリリースされた楽曲が中心のセットリストになってしまうことを疑問視した結果、レコーディング中の楽曲の中からライブで盛り上がることを前提とした楽曲5曲をミニ・アルバムとして先行リリースすることが決定された。その後コンサートツアー「TUBE LIVE AROUND '92 I Love Your Smile」が開始されたが、ツアー中も本作のレコーディングは継続されていた。
メンバーの中で最も凝り性である角野秀行は、同時期にトラック・ラウンやマスタリングにまで介入するようになり、長時間スタジオに滞在するようになっていた。角野はアルバムに収録される全曲のレベルの差を均一にするため1曲ずつミキシングを調整しており、それについて「全然印象が違ってくるんだよ」と寝不足の疲れた顔で述べていたという。それを聞いた前田は呆れ顔で「そんなこと聴いてる人にはわかんないんじゃないの」と角野に問いかけるも、角野は「いや、その微妙なこだわりが音に出るんだよ」と述べ細かい作業を継続、角野は自身にとってアルバムとは子供のような存在であり、手が掛かれば掛かるほど愛情が湧くと述べている。

## 楽曲と音楽性
書籍『地球音楽ライブラリー チューブ 改訂版』では本作が『湘南』（1991年）に次ぐ漢字2文字で命名された作品であり、同作と同様にストレートなタイトルであると指摘、さらにTUBE以外には使用できない言葉であるとも指摘した。同書では本作の最大の特徴は音楽性の裾野の広さであると指摘し、あらゆるジャンルの音楽性を導入することを可能にしているのがどのようなサウンドにも対応できる前田のボーカルと4人全員に蓄積された音楽性であると記している。また同書では幅広い音楽性を披露することが目的ではなく、あくまで目的は「音を楽しむと書いて音楽」という基本に則った形であり「本作のバラエティさはそのための方法にすぎない」と記している。

### Side A
1. 「ノッてけ '92」
90年代のサーフ・ミュージックを体現したサウンドであり、過去作において「夏・海・音楽」をテーマとして音楽制作を行っていたTUBEであったが、同曲において初めてサーフ・ミュージックのフレーズや音色を大胆に導入することになった[12]。
2. 「夏だね」
14枚目のシングルとしてリリースされた。書籍『地球音楽ライブラリー チューブ 改訂版』ではTUBEの定番曲のようにも聴こえるものの、春畑がギターソロにおいてブルー・ノート・スケールを使用するのは同曲が初となったと記している[12]。前田は本曲について「夏のハシからハシまでお世話するTUBEとしては夏を告げる曲が必要でしょ」と述べている[13]。詳細は「夏だね」を参照。
3. 「夏が咲く」
キューバ系のリズムを採用しており、ラテン音楽でありながらも哀愁を感じさせるキューバ民族音楽（英語版）の特徴を活かしたサウンドになっている[12]。また、『Smile』収録曲であった「一気・本気・元気」において歌詞の一部で女性を主人公にした表現があったものの、TUBEの楽曲では初めて楽曲全編において女性を主人公にした歌詞となった[12]。角野はサルサが夏に似合うのであればTUBEにも似合うはずであると主張した上で、大成功であったと述べている[13]。
4. 「ウルトラ・どぴーかん」
松本玲二は本曲を『湘南』収録の「ウルトラバイオレットNO.1」の続編的な内容であり、ギター・バトルが注目すべき点であると主張している[13]。
5. 「だいじょうぶ」
書籍『地球音楽ライブラリー チューブ 改訂版』では本曲をブルージーなバラードであると指摘した他、本曲の世界観は前田のソロ作品においては存在したものの、TUBEの楽曲として取り入れられたのは初であると主張、また春畑による2パターンのギターソロは狙いが明確であるとも記している[12]。本作リリース当時に前田は本作の中で自身が最も好む楽曲であると表明し、「ソウルフルなボーカル・スタイル、ボク大好きです」と述べている[13]。
6. 「Surfin' In The Snow」
TUBEとしては初めてスノーボードを題材とした楽曲であり、歌詞において「ゲレンデ」という言葉が初めて使用されることになった[12]。春畑はサーフィンが夏だけではないと主張し、初めて夏のアルバムに冬の要素を登場させた楽曲であると述べている[13]。

### Side B
1. 「あの夏の少年」
角野は本曲について「少年の心を持った大人になれたらすてきだネ」とコメントしている[13]。
2. 「Ja・まいか」
8枚目のアルバム『Remember Me』（1988年）収録曲である「あとの祭り〜After Carnival〜」においてカリビアンなリズムが使用されていたことはあったが、本曲では初めてレゲエが本格的に導入されている[12]。書籍『地球音楽ライブラリー チューブ 改訂版』では角野の音楽的な守備範囲の広さを指摘した他、春畑のギターソロが遊び心満載であると指摘している[12]。松本はジャマイカに行った感想として、「ほんとに何があっても“じゃ、まぁいーか”っていう国でした」と述べている[13]。
3. 「あばよMy School Days」
春畑は同年のTUBEのテーマが「笑顔」であると主張した上で、本曲については「環境が変化するといろいろあるけど、少しぐらいつまづいても、笑顔を忘れないでってボクらからのメッセージです」と述べている[13]。
4. 「Teenage Wars」
松本は本曲について「ドラム・パート、力入ってるでしょ!! 感情一発で叩きました」と述べている[13]。
5. 「君となら」
TUBEとしては初めて結婚を題材にした楽曲であり、書籍『地球音楽ライブラリー チューブ 改訂版』では「郷愁や惜別」といった雰囲気を持つ「あばよMy School Days」「Teenage Wars」からの流れが憎い演出であると主張、またその流れを意識した上で聴いた際に「Teenage Wars」の抑えたボーカルが意味深いものになるとも主張し、前田がファイティングソングを抑えたボーカルで歌唱することが初めてであると指摘した[12]。前田は本曲について「結婚式は恋の卒業式」であるという内容を堂々と歌唱したと述べた他、「結婚式の定番になったらいいなぁ」という願望を述べている[13]。音楽ライターである藤井徹貫は本曲について曲の終盤に向けて盛り上がりが高くなっていく楽曲であると指摘、また前田のボーカルを包み込むような松本のリズムやフィルインも特筆すべき点であると主張している[14]。さらに、藤井は結婚式の定番曲となった藤井フミヤの「TRUE LOVE」（1993年）よりも1年以上早くリリースされていることを指摘した[14]。カバー・アルバム『つるのおと』（2009年）において歌手であるつるの剛士によるカバーが収録されている他、カバー・アルバム『麗人 REIJIN』（2015年）において宝塚歌劇団卒業生である女優の高嶺ふぶきによるカバーが収録されている[15][16]。

## リリース、批評、チャート成績
| 専門評論家によるレビュー | 専門評論家によるレビュー |
| レビュー・スコア         | レビュー・スコア         |
| 出典                     | 評価                     |
| ------------------------ | ------------------------ |
| CDジャーナル             | 肯定的                   |

本作は1992年6月13日にソニー・ミュージックレコーズからCDおよびCTの2形態でリリースされた。本作の帯に記載されたキャッチフレーズは「あなたは何が好きですか。今年もチューブは海と空と愛と・・・・・」であった。CDの初回限定盤は通常のCDブックレットではなく「豪華52Pオールカラーブックレット」が付属されていた他、「真夏の夜の夢まくら（ビニールまくら）」が付属されていた。ジャケット写真は中南米のジャマイカにて撮影が行われている。本作からは同年5月2日に先行シングルとして江崎グリコ「ポッキー」のコマーシャルソングとして使用された「夏だね」がシングルカットされた他、本作収録曲である「あの夏の少年」が鈴丹のコマーシャルソングとして、「あばよMy School Days」が大成建設のコマーシャルソングとして使用された。
音楽情報サイト『CDジャーナル』では、日本語と英語が混合された歌詞について「恥ずかしい歌詞」であると指摘したものの、前田のボーカルによって表現されることで「ニッポンの情景が鮮明に浮かんでくる」ことからテクニックを駆使した上で遊び心のあるアレンジが行われていると述べた上で、「キチッっと自分たちの役割を理解しながら我を通す夏の仕事人は今年も健在でした」と肯定的に評価した。
本作は1992年6月22日付けのオリコンアルバムチャートにて、初回限定盤はTUBEのアルバムとしては初となる最高位第1位を獲得し登場週数は5回で売り上げ枚数は26.2万枚、通常盤は最高位第3位の登場週数16回で売り上げ枚数は46.7万枚となり、総合での売り上げ枚数は72.9万枚となった。通常盤の売り上げ枚数はTUBEのアルバム売上ランキングにおいて第11位、初回限定盤の売り上げ枚数は第19位となっている。その他、本作はソニー・ミュージックによる「MDソフト第1弾作品88タイトル」のラインナップとして選定された上で1992年11月1日にMD盤として再リリースされた他、2003年7月2日にはCD盤として再々リリースされている。

## ツアー
本作リリース前にミニ・アルバム『Smile』を受けたコンサートツアーが「TUBE LIVE AROUND '92 I Love Your Smile」と題して、1992年4月26日の綾瀬市文化会館公演を皮切りに開始され、同年7月15日の厚木市文化会館公演まで39都市全45公演が行われた。また野外ライブツアーは「TUBE LIVE AROUND SPECIAL '92 夏だヨ! 全員集合」と題して、同年8月7日のナゴヤ球場公演、8月16日の横浜スタジアム公演、8月30日の阪神甲子園球場公演の3都市全3公演が行われた。同ツアーは過去のツアーと比較してよりショーアップされた内容になっていたが、それは通常のコンサートツアーから1か月も空けずに開催されたため、ホールツアーと野外ツアーそれぞれの特色を明確に打ち出す必要に迫られたためであった。それを受けてホールツアーではサウンド重視のメニュー構成となり、野外ツアーではホールにおいて不可能な水柱や特効などの派手な仕掛けをメンバー自身がアイデアを出し合って企画した内容が色濃く反映されたものになった。
同ホールツアーから導入された女性ダンサーの登場という仕掛けのため、メンバー自身もあまり得意ではないダンスを習得する必要に迫られることになった。ライブリハーサルにおいてダンスのための特訓メニューが組み込まれており、松本以外のメンバー3人はホールツアーにおいて初めてボックスステップを披露することになった。野外ツアーのオープニングにおいて、前田はウェットスーツを着用し足にはサーフボードを取り付けた宙吊りの状態で登場し、初めて前田自身が体を張ったパフォーマンスを行ったことで聴衆から大歓声が上がることになった。以降、前田のオープニングパフォーマンスは恒例行事となった。また例年行われていた盆踊りをさらに増強する形で制作されたTUBEオリジナルの楽曲「湘南盆踊り」を使用し、独自の振り付けも披露された。TUBEとしての盆踊りをより一層盛り上げるため、前田と春畑は響友會という和太鼓チームに直接参加交渉を行い、結果として同ツアーにおいて同組織が参加することになった。

## 収録曲
- CDブックレットに記載されたクレジットを参照[23]。

| 全作詞: 前田亘輝、全作曲: 春畑道哉、全編曲: TUBE。 |                                          |          |            |      |
| #                                                  | タイトル                                 | 作詞     | 作曲・編曲 | 時間 |
| 1.                                                 | 「ノッてけ '92」(Notteke '92)            | 前田亘輝 | 春畑道哉   | 4:12 |
| 2.                                                 | 「夏だね」(Natsudane)                    | 前田亘輝 | 春畑道哉   | 4:42 |
| 3.                                                 | 「夏が咲く」(Natsu Ga Saku)              | 前田亘輝 | 春畑道哉   | 3:52 |
| 4.                                                 | 「ウルトラ・どぴーかん」(Ultra Dopi~kan) | 前田亘輝 | 春畑道哉   | 3:28 |
| 5.                                                 | 「だいじょうぶ」(Daijobu)                | 前田亘輝 | 春畑道哉   | 4:24 |
| 6.                                                 | 「Surfin' In The Snow」                  | 前田亘輝 | 春畑道哉   | 4:48 |
| 合計時間:                                          | 合計時間:                                | 25:26    |            |      |

| #         | タイトル                                       | 作詞  | 作曲・編曲 | 時間 |
| --------- | ---------------------------------------------- | ----- | ---------- | ---- |
| 7.        | 「あの夏の少年」(Ano Natsu No Shonen)          |       |            | 4:02 |
| 8.        | 「Ja・まいか」(Ja.maica)                       |       |            | 4:40 |
| 9.        | 「あばよMy School Days」(Abayo My School Days) |       |            | 4:30 |
| 10.       | 「Teenage Wars」                               |       |            | 4:03 |
| 11.       | 「君となら」(Kimitonara)                       |       |            | 5:08 |
| 合計時間: | 合計時間:                                      | 22:23 |            |      |

## スタッフ・クレジット
- CDブックレットに記載されたクレジットを参照[24]。

### TUBE
- 前田亘輝
- 春畑道哉
- 角野秀行
- 松本玲二

### 参加ミュージシャン
- 小野塚“ビッグフェイス”晃 – キーボード、サウンド・アドバイザー
- 斎藤ノブ – パーカッション
- 沓野行秀 – パーカッション
- KATSUO-TAI – ホーン・セクション
- 小松久 – ギター
- 伊藤“リンダ”一義 – コーラス
- 栗林誠一郎 – コーラス
- 牧穂エミ – コーラス
- 和田恵子 – コーラス
- 岡柚瑠 – コーラス

### 録音スタッフ
- TUBE – サウンド・プロデューサー
- 長戸大幸（ビーイング） – プロデューサー
- 小松久（ビーイング） – ディレクター
- 相原雅之（ティーズスタジオ） – レコーディング・エンジニア、ミキシング・エンジニア
- 市川孝之（スタジオバードマン） – レコーディング・エンジニア
- 三橋真理（ティーズスタジオ） – アシスタント・エンジニア
- 高桑心（ティーズスタジオ） – アシスタント・エンジニア
- 小林廣行（スタジオバードマン） – アシスタント・エンジニア
- 笠井鉄平 – マスタリング・エンジニア

### 美術スタッフ
- 鈴木謙一（ビー・プランニング） – デザイン
- いしかわこういち（ビー・プランニング） – アシスタント
- 菅野秀夫 – 写真撮影
- 安井いち子 – スタイリスト
- 吉田健司 – ヘアー&メイク・アップ

### その他スタッフ
- 津田敏忠（ホワイトミュージック） – マネージメント・スタッフ
- 会川聡（ぐあんばーる） – マネージメント・スタッフ
- Ading – プロモーション・オフィス
- システムクラフト – サンクス
- モリダイラ楽器 – サンクス
- フェルナンデス – サンクス
- プロマーク（英語版） – サンクス
- ヤマハ R&D – サンクス
- ナイジェル・ケーボン – サンクス
- 渋谷フロンティア – サンクス
- インスパイア – サンクス
- マサユキアボ – サンクス
- バスコ – サンクス
- S PRODUCTION INC. – サンクス
- ロートレアモン メンズ – サンクス
- リーバイス – サンクス
- マーガレット・ハウエル – サンクス
- エクストラップ – サンクス
- ネペンテス – サンクス
- アビティオ – サンクス
- アントニオミロ – サンクス
- 橋爪健康（ソニー・ミュージックエンタテインメント） – エグゼクティブ・プロデューサー
- 菅原潤一（ぐあんばーる） – エグゼクティブ・プロデューサー

## チャート、認定
| チャート         | 最高順位 | 登場週数 | 売上数   | 備考       | 出典  |
| ---------------- | -------- | -------- | -------- | ---------- | ----- |
| 日本（オリコン） | 1位      | 5回      | 26.2万枚 | 初回限定盤 | [ 2 ] |
| 日本（オリコン） | 3位      | 16回     | 46.7万枚 | 通常盤     | [ 2 ] |

| 国/地域 | 認定組織         | 日付      | 認定             | 売上数   | 出典   |
| ------- | ---------------- | --------- | ---------------- | -------- | ------ |
| 日本    | 日本レコード協会 | 1992年6月 | プラチナ         | 400,000+ | [ 25 ] |
| 日本    | 日本レコード協会 | 1992年8月 | ダブル・プラチナ | 800,000+ | [ 3 ]  |

## リリース日一覧
| No. | リリース日    | レーベル                                     | 規格         | カタログ番号 | 備考                   | 出典                 |
| --- | ------------- | -------------------------------------------- | ------------ | ------------ | ---------------------- | -------------------- |
| 1   | 1992年6月10日 | ソニー・ミュージックレコーズ                 | CD           | SRCL-2416～7 | 初回限定盤             | [ 2 ] [ 26 ] [ 27 ]  |
| 2   | 1992年6月13日 | ソニー・ミュージックレコーズ                 | CD           | SRCL-2418    | 通常盤                 | [ 2 ] [ 17 ] [ 28 ]  |
| 3   | 1992年6月13日 | ソニー・ミュージックレコーズ                 | CT           | SRTL-1818    |                        | [ 2 ] [ 26 ]         |
| 4   | 1992年11月1日 | ソニー・ミュージックレコーズ                 | MD           | SRYL-7096    |                        | [ 26 ] [ 29 ]        |
| 5   | 2003年7月2日  | ソニー・ミュージックアソシエイテッドレコーズ | CD           | AICL-1462    |                        | [ 26 ] [ 30 ] [ 31 ] |
| 6   | 2012年11月7日 | ソニー・ミュージックレーベルズ               | AAC-LC       | -            | デジタル・ダウンロード | [ 32 ]               |
| 7   | 2012年11月7日 | ソニー・ミュージックレーベルズ               | ロスレスFLAC | -            | デジタル・ダウンロード | [ 33 ]               |